# ادوارد سیسیل بتون
ادوارد سیسیل بتون (انگلیسی: Edward Cecil Bethune; ۲۳ ژوئن ۱۸۵۵ – ۲ نوامبر ۱۹۳۰) فرد نظامی اهل آفریقای جنوبی بود. وی همچنین برندهٔ جوایزی همچون نشان حمام شده‌است.